# Пашковский сельский округ (Краснодарский край)
Пашковский сельский округ — административно-территориальная единица в составе Карасунского внутригородского округа города Краснодара Краснодарского края. В рамках муниципального устройства относится к муниципальному образованию город Краснодар.
Административный центр — город Краснодар (микрорайон Пашковский).
Сельский округ расположен к востоку от центра города Краснодара, на берегу Краснодарского водохранилища реки Кубань, и назван по бывшему посёлку городского типа (в 1958-2004 годах) Пашковский, включённому в городскую черту в 2004 году.

## Население
| 2010   |
| ------ |
| 20 609 |

## Населённые пункты
В состав сельского округа входят 6 населённых пунктов.
| № | Населённый пункт                   | Тип населённого пункта | Население |
| - | ---------------------------------- | ---------------------- | --------- |
| 1 | Зеленопольский                     | посёлок                | ↗771      |
| 2 | Знаменский                         | посёлок                | ↗10 248   |
| 3 | Ленина                             | хутор                  | ↗10 644   |
| 4 | Лорис                              | посёлок                | ↘3442     |
| 5 | отделения № 4 совхоза «Пашковский» | посёлок                | ↗410      |
| 6 | Пригородный                        | посёлок                | ↗3302     |

## История
В 1920 году образован Пашковский станичный Совет рабочих, крестьянских, красноармейских и казачьих депутатов. С 1939 года — Пашковский станичный Совет депутатов трудящихся (в составе сперва Пашковского района (в 1940—1953 годах), с 1953 года — Пластуновского района), с 1958 года — Пашковский поселковый Совет депутатов трудящихся в подчинении Краснодарскому горсовету, с октября 1977 года — Пашковский поселковый Совет народных депутатов в подчинении Краснодарскому горсовету. В октябре 1993 года Пашковский поселковый совет был упразднён в пользу сельского округа. В 2003 году посёлок городского типа Пашковский был включён в городскую черту Краснодара, в Карасунский внутригородской округ города Краснодара как городской микрорайон, тем самым перестав быть частью сельского округа, но при этом сохранив статус его административного центра.